# Manyumow Achol
Manyumow Achol (Wellington, 10 dicembre 1999) è un calciatore neozelandese naturalizzato sudsudanese, centrocampista del DFK Dainava e della nazionale sudsudanese.

## Carriera

### Club
Ha giocato nella massima serie neozelandese e in quella lettone.

### Nazionale
Nel 2020 ha esordito in nazionale.

## Statistiche

### Cronologia presenze e reti in nazionale
| Cronologia completa delle presenze e delle reti in nazionale ― Sudan del Sud | Cronologia completa delle presenze e delle reti in nazionale ― Sudan del Sud | Cronologia completa delle presenze e delle reti in nazionale ― Sudan del Sud | Cronologia completa delle presenze e delle reti in nazionale ― Sudan del Sud | Cronologia completa delle presenze e delle reti in nazionale ― Sudan del Sud | Cronologia completa delle presenze e delle reti in nazionale ― Sudan del Sud | Cronologia completa delle presenze e delle reti in nazionale ― Sudan del Sud | Cronologia completa delle presenze e delle reti in nazionale ― Sudan del Sud |
| Data                                                                         | Città                                                                        | In casa                                                                      | Risultato                                                                    | Ospiti                                                                       | Competizione                                                                 | Reti                                                                         | Note                                                                         |
| ---------------------------------------------------------------------------- | ---------------------------------------------------------------------------- | ---------------------------------------------------------------------------- | ---------------------------------------------------------------------------- | ---------------------------------------------------------------------------- | ---------------------------------------------------------------------------- | ---------------------------------------------------------------------------- | ---------------------------------------------------------------------------- |
| 12-11-2020                                                                   | Kampala                                                                      | Uganda                                                                       | 1 – 0                                                                        | Sudan del Sud                                                                | Qual. Coppa d'Africa 2021                                                    | -                                                                            | 68’                                                                          |
| 16-11-2020                                                                   | Nairobi                                                                      | Sudan del Sud                                                                | 1 – 0                                                                        | Uganda                                                                       | Qual. Coppa d'Africa 2021                                                    | -                                                                            | 64’                                                                          |
| 24-3-2021                                                                    | Omdurman                                                                     | Sudan del Sud                                                                | 0 – 1                                                                        | Malawi                                                                       | Qual. Coppa d'Africa 2021                                                    | -                                                                            |                                                                              |
| 29-3-2021                                                                    | Ouagadougou                                                                  | Burkina Faso                                                                 | 1 – 0                                                                        | Sudan del Sud                                                                | Qual. Coppa d'Africa 2021                                                    | -                                                                            | 53’ 60’                                                                      |
| 4-6-2022                                                                     | Thiès                                                                        | Gambia                                                                       | 1 – 0                                                                        | Sudan del Sud                                                                | Qual. Coppa d'Africa 2023                                                    | -                                                                            | 46’                                                                          |
| 9-6-2022                                                                     | Kampala                                                                      | Sudan del Sud                                                                | 1 – 3                                                                        | Mali                                                                         | Qual. Coppa d'Africa 2023                                                    | -                                                                            | 62’                                                                          |
| 23-3-2023                                                                    | Brazzaville                                                                  | Rep. del Congo                                                               | 1 – 2                                                                        | Sudan del Sud                                                                | Qual. Coppa d'Africa 2023                                                    | -                                                                            | 90+2’                                                                        |
| 27-3-2023                                                                    | Dar es Salaam                                                                | Sudan del Sud                                                                | 0 – 1                                                                        | Rep. del Congo                                                               | Qual. Coppa d'Africa 2023                                                    | -                                                                            | 64’                                                                          |
| 14-6-2023                                                                    | Ismailia                                                                     | Sudan del Sud                                                                | 2 – 3                                                                        | Gambia                                                                       | Qual. Coppa d'Africa 2023                                                    | -                                                                            | 63’                                                                          |
| 18-6-2023                                                                    | Il Cairo                                                                     | Egitto                                                                       | 3 – 0                                                                        | Sudan del Sud                                                                | Amichevole                                                                   | -                                                                            | 62’                                                                          |
| Totale                                                                       |                                                                              | Presenze                                                                     | 10                                                                           |                                                                              | Reti                                                                         | 0                                                                            |                                                                              |